# Funeral de Michael Jackson
O funeral de Michael Jackson, realizado no dia 7 de julho de 2009, foi um dos maiores da história do entretenimento, superando inclusive os funerais de Elvis Presley em 1977, que reuniu em torno de 77.000 pessoas, e o Funeral de Diana, Princesa de Gales em 1997, acompanhado por aproximadamente 250.000 pessoas no Hyde Park de Londres, que até então eram considerados os maiores. Foi constatado que a audiência global foi de mais de 3 bilhões de pessoas, considerando que a cerimônia foi transmitida ao vivo pelos principais canais de televisão de cada país, além de streams online.
Houve um velório familiar privado na manhã de 7 de julho em Forest Lawn Memorial Park's Hall of Liberty, em Hollywood Hills, seguido de um ato público no Staples Center, lugar onde o artista havia ensaiado para o que seria sua série de concertos intitulada This Is It, em 23 de junho, dois dias antes de sua morte. O caixão foi levado ao centro com um pouco de atraso, chegando as 10h00 da manhã (horário local). O memorial teve início as 10h30 da manhã, com música e palavras do pastor Lucious Smith.
Foram colocadas à disposição do público 17.500 entradas gratuitas, cujos destinatários foram escolhidos por meio de um sorteio realizado via internet, com uma participação ao redor de 15,2 milhões de pessoas nas primeiras 24 horas.

## Lista de convidados
Os participantes do tributo foram: Ron Boyd (amigo da família), Kobe Bryant, Mariah Carey, The Kardashians, Andrae Crouch, Berry Gordy, Jennifer Hudson, Shaheen Jafargholi (finalista do Britain's Got Talent, que cantou uma canção de Jackson), Magic Johnson, Martin Luther King III, Bernice A. King, John Mayer, Lionel Richie, Smokey Robinson, Reverendo Al Sharpton, Brooke Shields, Pastor Lucious Smith (amigo da família), Usher, e Stevie Wonder.
Além dos mencionados, a ABC News informou que Justin Timberlake, o filho de Lionel Richie Nicole, que foi afilhado de Michael, o cantor Akon, Queen Latifah, Sean "Diddy" Combs, e Beyoncé estariam no tributo.

## Caixão
A família comprou um ataúde dourado da marca "Promethean", com um custo de 25.000 dólares, similar ao de James Brown. Acredita-se que Dennis Tompkins e Michael Bush, desenhistas do vestiário de Jackson, tenham feito a vestimenta final. O caixão exibido no Staples Center foi decorado com um arranjo de flores vermelhas. Foi sepultado no Forest Lawn Memorial Park (Glendale).

## Transmissão ao vivo
O funeral foi transmitido ao vivo por várias cadeias de televisão estadunidenses como CBS, NBC, ABC, ATVP, MSNBC, e MTV. Também foi transmitido por uma série de canais ao redor do mundo, incluindo BBC 2, CNN, RTÉ Two, TV3, Sky News e Sky Arts. O evento também foi transmitido em vários sites da web.
Eventos paralelos foram realizados nas cidades de Berlim, Bruxelas, Gotemburgo, Londres, Malmo, Oslo, Paris e Estocolmo.
No mundo lusófono, vários canais de televisão brasileiros e portugueses transmitiram o evento, tais como RTP, SIC, Rede Globo, Rede Bandeirantes, RedeTV!, Rede Record, MTV Brasil, Multishow, BandNews TV, Record News e a GloboNews.
O evento excedeu 3,5 bilhões de espectadores na televisão e na internet, tornando-o o programa que mais pessoas assistiram na história da humanidade.